# Fără zgomot!
Fără zgomot! (în engleză A Quiet Place) este un film SF de groază regizat de John Krasinski după un scenariu de Bryan Woods și Scott Beck. În rolurile principale au interpretat actorii Emily Blunt, John Krasinski și Millicent Simmonds.
A fost produs de studiourile Platinum Dunes[*] și a avut premiera la 6 aprilie 2018, fiind distribuit de Paramount Pictures. Coloana sonoră a fost compusă de Marco Beltrami[*]. 
Cheltuielile de producție s-au ridicat la 17.000.000 $ și a avut încasări de 340.952.971 $. Este unul dintre filmele de groază cu cele mai mari încasări. A fost urmat de Fără zgomot 2 din 2020.

## Rezumat
Povestea filmului se învârte în jurul unui tată (Krasinski) și a unei mame (Blunt) care se luptă să supraviețuiască și să-și crească copiii într-o lume post-apocaliptică locuită de monștri extratereștri orbi cu un acut simț al auzului. Nu trebuie scos niciun sunet pentru a supraviețui.

## Distribuție
Au interpretat actorii:
- Emily Blunt - Evelyn Abbott, soția lui Lee, și mama celor patru copii ai lor, Regan, Marcus, Beau și bebelușul Abbott.
- John Krasinski - Lee Abbott, inginer, soț al Evelynei și tatăl lui Regan, Marcus, Beau și bebelușul Abbott.'
- Millicent Simmonds - Regan Abbott, fiica surdă a lui Lee și Evelyn, și sora mai mare a lui Marcus și Beau.  (Actrița este surdă și în realitate)
- Noah Jupe - Marcus Abbott, fiul cel mare al lui Lee și Evelyn, și fratele lui Regan și Beau.
- Cade Woodward - Beau Abbott, cel mai mic fiu al lui Lee și Evelyn care a fost ucis de o creatură după ce a activat sunetul unei navete spațiale de jucărie.
- Leon Russom - un om în pădure.